# ЕКО-КАТАСТРОФА: Пирален (кратки филм)
ЕКО-КАТАСТРОФА: Пирален је српски кратки филм из 2016. године. Режију је урадио Ђорђе Крстовић. Такмичарски филм на фестивалу "Green fest".